# University Park (Los Angeles)
University Park ist ein Stadtteil der US-amerikanischen Millionenstadt Los Angeles. Das Viertel liegt in South Los Angeles. In dem Stadtteil liegt der Campus der University of Southern California.

## Lage
Das Viertel wird im Norden durch den Santa Monica Freeway begrenzt, hinter dem Pico-Union liegt. Im Osten verläuft die Grenze entlang des Harbour Freeway zu Downtown Los Angeles und Historic South Central. Im Süden grenzt der Stadtteil an den Exposition Boulevard und den Stadtteil Exposition Park. Im Westen von University Park liegt Adams-Normandie, die Grenze verläuft hier entlang der Vermont Avenue. Die Fläche beträgt 1,17 Quadratmeilen (etwa 3 Quadratkilometer). Die University of Southern California (USC) nimmt das Gebiet des Viertels südlich des Jefferson Boulevard ein. In unmittelbarer Nähe zur USC findet sich in University Park der Jack H. Skirball Campus des Hebrew Union College und im Norden hat die Mount St. Mary’s University seit 1925 einen Campus.

## Bevölkerung
Laut dem United States Census 2000 lebten hier 23.596 Personen in University Park. Nach Schätzungen der Planungsabteilung der Stadt Los Angeles waren es 2008 25.181 Personen. 47,7 % der Bewohner waren Latinos, 25,5 % waren weiß, 16,1 % Asiatische Amerikaner, und 7 % Afroamerikaner.

## Geschichte

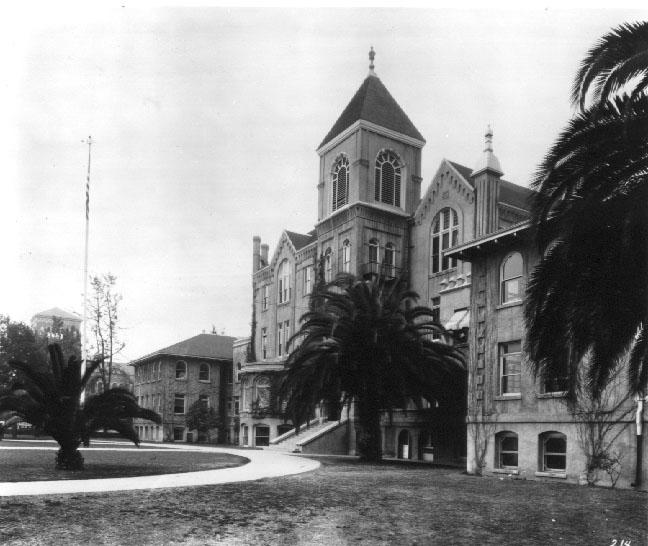
College of Liberal Arts Building („Old College“) der University of Southern California, 1887 errichtet, um die gesamte Universität aufzunehmen. Aufnahme von 1920.

Die Entwicklung zum heutigen University Park begann 1872 mit der Schaffung des Agricultural Park, der später zum Exposition Park im Süden werden sollte. 1880 nahm die University of Southern California ihren Betrieb auf. Die Existenz dieser Institutionen führte zur Anbindung des Gebietes an das Straßenbahnnetz von Los Angeles. Da die Stadt rapide in den 1890ern wuchs, wurde das Gebiet von University Park allmählich erschlossen und bebaut. 1910 war das Land vollständig aufgeteilt.